# جاستون راميريز
غاستون راميريز (الاسم الكامل: غاستون ايزيكيل راميريز بيريرا، باللغة المحلية: Gastón Exequiel Ramírez Pereyra) (مواليد 2 ديسمبر 1990) هو لاعب كرة قدم أوروغواني يلعب حاليًا لصالح نادي مونزا الإيطالي ومنتخب الأوروغواي لكرة القدم في مركز خط وسط مهاجم. سبق أن لعب مع بولونيا وساوثامبتون.

## سيرة اللاعب
ساوثهامبتون
في 31 آغسطس من عام 2012، التحق بساوثهامبتون مقابل 12 مليون جنيه استرليني بعقد يمتد لمدة أربع سنوات.
لعب لأول مرة في 15 سبتمبر في مباراة الهزيمة 6-1 ضد ارسنال، بديلا لستيفن ديفيس.
وسجل أول هدف له في 29 سبتمبر 2012 ضد ايفرتون.
وجاء أول هدف له في ملعب الساينت ماري ضد نيوكاسل يونايتد في 25 نوفمبر.
في 1 نوفمبر من عام 2013، حيث سجل هدف التعادل امام ارسنال.
يوم 23 يناير من عام 2014، أعلن النادي أن راميريز سيغيب لمدة ستة إلى ثمانية أسابيع بسبب إصابته بتمزق في أربطة الكاحل.

## المسيرة الدولية

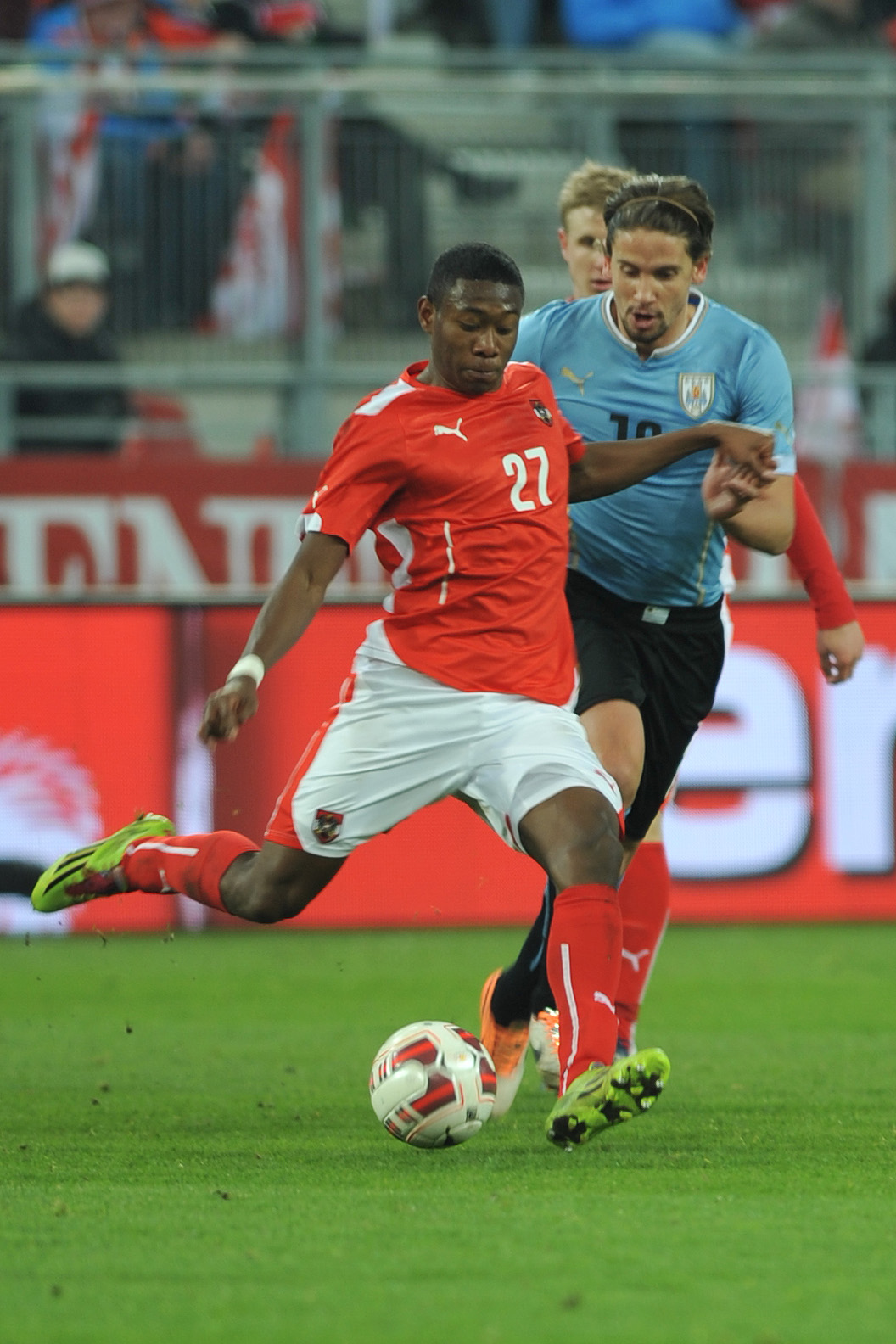
ديفيد ألابا، جاستون راميريز

في عام 2009، لعب راميريز في كأس العالم تحت 20 سنة 2009. في 8 أكتوبر 2010 لعب للمرة الأولى مع منتخب الأوروغواي وذلك في مباراة ودية أمام إندونيسيا أقيمت في جاكرتا وفاز فيها الأوروغواي بنتيجة 7-1 ونزل راميريز إلى أرض الملعب كبديل لدييغو بيريز.
في يوليو 2012، اختير راميريز للمشاركة مع فريق الأوروغواي في منافسات كرة القدم في الألعاب الأولمبية الصيفية 2012، وأحرز هدفًا في مباراة إحمائية أمام بنما في الخامس عشر من يوليو. في 26 يوليو، أحرز هدفًا من ركلة حرة في مباراة أمام الإمارات وفاز فيها الأورغواي 2-1، إلا أن الفريق تم إقصاؤه في مرحلة المجموعات.
في يونيو 2013، اختير للمشاركة في كأس القارات 2013. لعب راميريز في المباراة الأولى أمام إسبانيا، والمباراة الثالثة أمام تاهيتي.
في 31 مايو 2014، اختير راميريز للمشاركة في كأس العالم 2014، ولعب مباراة وحيدة وهي المباراة الأخيرة في مرحلة المجموعات أمام إيطاليا.
تعرض راميريز إلى إصابة في عضلات باطن الركبة ولم يستطع المشاركة في كوبا أمريكا 2015، وبعد سنة شارك في مباراة مع المنتخب بفوز أمام ترينيداد وتوباغو، كما شارك في بطولة كوبا أمريكا المئوية في 2016 ولعب في المباريات الثلاث التي لعبها المنتخب.
اختير للمشاركة في كأس الصين في مارس 2018. في مايو انضم إلى فريق الأوروغواي الذي شارك في كأس العالم 2018 في روسيا والذي تألف من 26 لاعب.
على مدار مسيرته، لم يسجل راميريز هدفًا مع الفريق الأول لمنتخب الأورغواي.

## روابط خارجية
- جاستون راميريز على موقع قاعدة بيانات كرة القدم.إي يو (الإنجليزية)
- جاستون راميريز على موقع ناشيونال فوتبول تيمز (الإنجليزية)
- جاستون راميريز على موقع Soccerbase.com (لاعب) (الإنجليزية)
- جاستون راميريز على موقع Soccerway.com (الإنجليزية)
- جاستون راميريز على موقع عالم كرة القدم.نت (الإنجليزية)
- جاستون راميريز على موقع أوليمبيديا (الإنجليزية)
- جاستون راميريز على موقع AS.com (الإسبانية)